# 청춘교사
"청춘교사"는 1972년에 개봉한 대한민국의 영화이다.

## 캐스팅
- 윤세희
- 이현
- 박지영
- 허장강
- 박암
- 사미자
- 신일용
- 김애라
- 이정애
- 문태선
- 임성포
- 지방열
- 김승남
- 주미
- 이경희
- 신명철
- 하민우
- 김진완
- 남성우
- 박기만
- 신성민
- 방진아
- 김윤옥
- 이성자
- 손수아 (특별출연)
- 이은영 (특별출연)
- 신보령 (특별출연)